# Jurate Rosales
Jurate Regina Statkutė de Rosales, (Kaunas, 9 de setembro de 1929 – Caracas, 4 de setembro de 2023) foi uma jornalista e investigadora venezuelana de origem lituana, Doutora Honorífica na Universidade Lituana de Ciências Educacionais de Vilna.

## Biografia
Nasceu em Kaunas o 9 de setembro de 1929; cursou o seu ensino primário em Paris, onde viveu com os seus pais até 1938. O seu pai, Jonas Statkus, foi o primeiro diretor do Departamento de Segurança do Estado de Lituânia no período entreguerras. Depois de que a União Soviética ocupasse o país após o ultimato soviético à Lituânia de 1940, Statkus foi preso o 6 de julho de 1940 junto com Augustinas Povilaitis e o general Kazys Skučas, e transladados à Prisão de Butirka em Moscovo; a data da morte de Jonas Statkus continua a ser desconhecida.
Após o fim da Segunda Guerra Mundial, Jurate Rosales emigrou novamente a França, onde estudou latim e francês, obtendo o diploma para o ensino desta língua. Depois continuou os seus estudos na Universidade de Columbia de Nova York, onde ensinou espanhol, inglês e alemão.
Em 1960, contraiu casal com o engenheiro venezuelano Luis Rosales, com quem teve cinco filhos: Luis, Juan, Sarunas, Rimas e Saulius. Pese ao exílio manteve a sua cultura de origem e na sua casa falam-se tanto espanhol como lituano.
Desde 1983 foi chefe de reportagem da popular revista de oposição Zêta. Além dos seus artigos semanais e o seu trabalho editorial, tem uma secção permanente no diário El Nuevo País e participa em entrevistas por rádio, televisão e internet. Durante muito tempo colaborou com o jornal Dirva, com base em Cleveland.
Na Venezuela, Estados Unidos, Espanha e Lituânia publicou estudos que sustentam a hipótese de que os godos não eram um povo germânico mas báltico, continuando a corrente de autores bálticos que começa com o erudito prussiano Matthaeus Praetorius, e segue com os historiadores lituanos Simonas Daukantas, Alexander M. Račkus e Česlovas Gedgaudas, e o linguista lituano Kazimieras Būga.
Rosales morreu no dia 4 de setembro de 2023, aos 93 anos de idade.

## A sua tese sobre os godos
Jurate Rosales afirma que a identificação dos godos como um povo germânico é errónea, defendendo que a língua e a religião dos godos eram bálticas.
Segundo Rosales o erro se produziu em 1769, quando o erudito sueco Johan Ihre concluiu que a língua em que se escreveu a Bíblia de Ulfilas (único texto conhecido em língua gótica) era de tipo germânico, sem ter em conta que foi traduzida para uma pequena população de godos que falava um dialeto misturado de gótico (báltico, segundo Rosales) e germânico, por estar rodeada de uma população germânica maior; o historiador Jordanes chamou a esses godos, que viviam na margem sul do Danubio, "os pequenos godos", distinguindo-os assim dos ostrogodos e os visigodos. Antes desse suposto erro os habitantes do nordeste da Europa que não eram germanos eram chamados getes ou gethas nas crónicas medievais, das quais Būga e Rackus reuniram numerosos casos, como:
- Gethas id est Letwanos, Chronicon polonisilesiacum, circa 1278 (Os godos, isto é, os lituanos)
- Gete dicuntur Lithuani, Prutheni et alias ibidem gentes, W. Kadlubek, siglo XII (Godos são chamados os lituanos, os prussianos e outras gentes como eles)[9]

Rosales sustenta que os godos devem ser reconhecidos em alguns dos fatos atribuídos aos citas nas obras de Heródoto e Pompeu Trogo, e que a Gética de Jordanes e a Primeira Crónica Geral de Espanha de Afonso X (rei de Leão e Castela),  são fontes fidedignas, em geral, no que toca à historia antiga e afirma que o livro de Afonso X oferece a chave para colocar em ordem os fatos dos godos dentro da história da Europa e da Ásia, observando que a crônica de Afonso X data corretamente a guerra de Troia uma vez que dize que aconteceu sendo Gideão juiz de Israel.
Com base na descrição que é feita na Crônica contradize a identificação da ilha de Escandza (local de origem do povo gótico) com Escandinávia e propõe identifica-la com o Istmo da Curlândia, já que o seno Codano mencionado na Crônica é a Baía de Gdansk e por a sua proximidade com o trecho final e a boca do rio Vístula, e porque tanto (Kuršių) nerija, nome lituano do istmo, como Escandza significam a mesma coisa, "a que se submerge".
Rosales acredita que a batalha relatada por Afonso X que travam os egípcios do rei Vesoso contra os godos do rei Tanauso pode ser atribuída à campanha de conquista de Ramessés II em 1270 a.C. Segundo Jordanes, a batalha foi travada perto da cidade de Fásis, localizada nas margens do Mar Negro. Depois desta Tanauso e sua hoste partem para leste e quinze anos depois chegam à Índia, onde alguns dos seus guerreiros se instalam e acabam por dar origem aos partas e bactrianos, as amazonas teriam sido as mulheres godas esposas dos homens que lá permaneceram.
Sugere que a continuidade milenar da população e da sua cultura no território nordeste europeu permite a identificação dos bálticos com os primeiros indo-europeus, pois é a região de onde saíram as diversas migrações que criaram o domínio indo-europeu.
No aspecto linguístico recorda que Česlovas Gedgaudas atribuiu a etimologia de "godo" ao verbo báltico gaudo, 'apanhar', que "poderia  referir-se ao homem que apanha uma rês e portanto ao criador de gado, bem como àquele que apanha um escravo, e portanto a um guerreiro" e mantém que a voz com que Deus é designado nas línguas germânicas, como Gott em alemão, é idêntica a "godo" porque os godos deificaram alguns reis após a sua morte, como nos diz Afonso X:
Tão bom foi este Thanauso, rei dos Godos, que depois da sua morte entre os deuses lhe contaram 
A aparição dos nomes Sembus e Neuri em inscrições encontradas no sul da França, no território que fazia parte do reino visigodo, indica segundo Rosales que uma parte dos godos que chegou à Península Ibérica eram sembos, que viviam em terras que hoje são Polônia, enquanto outra parte eram neuros, cuja origem era a área entre o alto Volga, Moscou e Kiev. Os dialetos que falavam já estão extintos, mas o dialeto dzukas, ainda vivo na Lituânia, pode ser o último resto do prussiano falado pelos sembos; atribui à influência do báltico no latim o aparecimento da palatalização e dos ditongos que caracterizam o castelhano, o leonês e o galego-português, uma vez que são muito semelhantes aos ditongos das línguas bálticas e propõe etimologias bálticas para um conjunto de palavras e  sobrenomes do castelhano.